# Cyclocephala malleri
Cyclocephala malleri är en skalbaggsart som beskrevs av Martinez 1968. Cyclocephala malleri ingår i släktet Cyclocephala och familjen Dynastidae. Inga underarter finns listade i Catalogue of Life.